# قائمة سفراء إيطاليا بالسعودية
السفير الإيطالي في الرياض هو الممثل الرسمي للحكومة في روما لدى حكومة المملكة العربية السعودية.

## قائمة النواب
| الاعتماد الدبلوماسي | سفير                               | ملاحظات | قائمة رؤساء وزراء إيطاليا | قائمة ملوك السعودية            | نهاية الفترة |
| ------------------- | ---------------------------------- | --- | ------------------------- | ------------------------------ | ------------ |
| مايو 26, 1932       | أوتافيو دي بيبو                    | | بينيتو موسوليني           | عبد العزيز آل سعود             |              |
| نوفمبر 24, 1933     | جيوفاني بيرسيكو                    | قائم بالأعمال | بينيتو موسوليني           | عبد العزيز آل سعود             |              |
| مايو 11, 1936       | جيوفاني بيرسيكو                    | | بينيتو موسوليني           | عبد العزيز آل سعود             |              |
| فبراير 18, 1837     | لويجي سيليتي                       | | بينيتو موسوليني           | عبد العزيز آل سعود             |              |
| يونيو 14, 1940      | غولييلمو رولي                      | | بينيتو موسوليني           | عبد العزيز آل سعود             |              |
| أبريل 11, 1947      | فيليبو زابي                        | | فرناندو تامبروني          | عبد العزيز آل سعود             |              |
| سبتمبر 14, 1949     | أوغو توركاتو                       | | فرناندو تامبروني          | عبد العزيز آل سعود             |              |
| أبريل 5, 1953       | جوزيبي كاباس جيلوتا ديلا ريجينا    | | جوزيبي بيلا               | سعود بن عبد العزيز آل سعود     |              |
| يونيو 18, 1955      | البرتو بروجنولي                    | | أنطونيو سينيي             | سعود بن عبد العزيز آل سعود     |              |
| أغسطس 2, 1958       | ماريو اليساندرو بولوتشي            | مبعوث | أمنتوري فانفاني           | سعود بن عبد العزيز آل سعود     |              |
| مايو 20, 1960       | ماريو اليساندرو بولوتشي            | سفير | Fernando Tambroni         | سعود بن عبد العزيز آل سعود     |              |
| ديسمبر 7, 1961      | دانتي ماتاكوتا                     | | Fernando Tambroni         | سعود بن عبد العزيز آل سعود     |              |
| أكتوبر 31, 1966     | لويجي سابيتا                       | | جيوفاني ليوني             | فيصل بن عبد العزيز آل سعود     |              |
| أكتوبر 28, 1971     | ماسيمو كاسيلي دي أراغونا           | | إميليو كولومبو            | فيصل بن عبد العزيز آل سعود     |              |
| يوليو 25, 1973      | البرتو راماسو فالاكا               | | ماريانو رومور             | فيصل بن عبد العزيز آل سعود     |              |
| أبريل 28, 1978      | البرتو سوليرا                      | | جوليو أندريوتي            | خالد بن عبد العزيز آل سعود     |              |
| مايو 10, 1981       | مارسيلو سالمي                      | | جيوفاني سبادوليني         | خالد بن عبد العزيز آل سعود     |              |
| يناير 11, 1986      | فرانشيسكو ريبانديلي                | | بتينو كراكسي              | فهد بن عبد العزيز آل سعود      |              |
| أبريل 8, 1989       | ماريو ايمانويل مايوليني            | ماريو إيمانويل مايوليني هو سفير إيطاليا في حياته المهنية وكان نائب حاكم جنوب العراق خلال الحكومة المؤقتة للتحالف (2003 - 2004) ، سفير إيطاليا في المملكة العربية السعودية (1989-1994) ، في المكسيك (1994 - 1994) 1998)، سفير الممثل الدائم لإيطاليا لدى مؤتمر نزع السلاح في جنيف (2000 - 2003) ، ورئيس هيئة نزع السلاح التابعة للجمعية العامة للأمم المتحدة (2002 - 2003) والمدير العام للأمريكيتين بوزارة الشؤون الخارجية (1999-2000). خدم في السفارة الإيطالية في واشنطن وسوريا ولبنان وسويسرا. وهو عضو في دائرة الدراسات الدبلوماسية. تخرج في القانون الدولي في كلية العلوم السياسية في روما وحصل على درجة الماجستير في الشؤون الدولية من جامعة كولومبيا في نيويورك. منذ عام 2012 هو مؤسس ورئيس مجلس إدارة مركز الدراسات الاستراتيجية في الخارج. . | جوليو أندريوتي            | فهد بن عبد العزيز آل سعود      |              |
| يوليو 7, 1994       | ماريو سيالوجا                      | | سيلفيو برلسكوني           | فهد بن عبد العزيز آل سعود      |              |
| نوفمبر 1, 1996      | ماركو سوراس ماريسكا                | | رومانو برودي              | فهد بن عبد العزيز آل سعود      |              |
| نوفمبر 7, 2000      | توركواتو كارديلي                   | | جوليانو أماتو             | فهد بن عبد العزيز آل سعود      |              |
| يونيو 15, 2003      | أرماندو سانجيني                    | | سيلفيو برلسكوني           | فهد بن عبد العزيز آل سعود      |              |
| نوفمبر 15, 2005     | أوجينيو دي أوريا                   | | سيلفيو برلسكوني           | عبد الله بن عبد العزيز آل سعود |              |
| يوليو 19, 2010      | فالنتينو سيمونيتي                  | | سيلفيو برلسكوني           | عبد الله بن عبد العزيز آل سعود |              |
| فبراير 5, 2013      | ماريو بوفو                         | | إنريكو ليتا               | عبد الله بن عبد العزيز آل سعود |              |
| مارس 7, 2016        | لوكا فيراري (1961 دبلوماسي إيطالي) | [ 2 ] | ماتيو رينزي               | سلمان بن عبد العزيز آل سعود    |              |